# 二甲基(三氟甲硫基)胂
二甲基(三氟甲硫基)胂是一种有机砷化合物，化学式为C3H6AsF3S，可由四甲基二砷和二(三氟甲基)二硫反应得到。它是由美国军队化学武器研究计划生产的砷化合物，被称为“已知最强的肺部刺激剂之一”。